# Aleksandr Sobolew (1891–1944)
Aleksandr Jakowlewicz Sobolew, ros. Александр Яковлевич Соболев (ur. 28 listopada 1891 w miasteczku Kuldīga na Łotwie w granicach Rosji, zm. 17 października 1944 w Królewcu) – rosyjski wojskowy, major armii estońskiej, dowódca 39 Estnische Schutzmann Abteilung Põltsamaa, dywizjonu artylerii Legionu Estońskiego SS, 53 dywizjonu artylerii 3 Estnische SS-Freiwilligen-Brigade, a następnie 20 pułku artylerii SS 20 Dywizji Grenadierów SS podczas II wojny światowej.

## Życiorys
W 1911 r. ukończył aleksandrowskie gimnazjum w Rydze, po czym rozpoczął studia prawnicze na uniwersytecie w Tartu. W 1915 r., przerywając je, wyjechał do Dorpatu. Brał udział w I wojnie światowej. Służył w artylerii. Z powodu swoich rewolucyjnych poglądów wstąpił do wojsk bolszewickich. Jednakże zorientowawszy się w prawdziwych intencjach bolszewików podczas walk z Estończykami wraz z całą baterią artylerii przeszedł na ich stronę. Wstąpił do armii estońskiej, zostając dowódcą baterii artylerii. Walczył z wojskami bolszewickimi. Po zakończeniu wojny został przeniesiony do Tartu. Objął dowództwo 5, a następnie 3 baterii 4 grupy artylerii. Po pewnym czasie stanął na czele całej grupy. W 1940 r. awansował do stopnia majora. Po aneksji Estonii przez ZSRR w czerwcu 1940 r., został przewodniczącym komisji likwidacyjnej 4 grupy artylerii. Odmówił służby w szeregach Armii Czerwonej, w związku z czym zdemobilizowano go. Podjął pracę jako nauczyciel w jednej ze szkół w Tartu. Uniknął aresztowania. Po ataku wojsk niemieckich na ZSRR i zajęciu Estonii we wrześniu 1941 r. podjął współpracę z okupantami. Objął dowództwo jednego z policyjnych batalionów estońskich, przemianowanego na 39 Estnische Schutzmann Abteilung Põltsamaa. W lipcu 1942 r. batalion został przydzielony niemieckiej 281 Dywizji Ochronnej, działającej na tyłach Grupy Armii Północ. W kwietniu 1943 r. Estończycy powrócili do ojczyzny. Batalion rozformowano. W maju tego roku Sobolew został dowódcą dywizjonu artylerii Estnische SS-Freiwilligen-Brigade. Pod koniec 1943 r. w stopniu Waffen-Sturmbannführera objął dowództwo 53 dywizjonu artylerii 3 Estnische SS-Freiwilligen-Brigade. Po jej przekształceniu w styczniu 1944 r. w 20 Dywizję Grenadierów SS został w stopniu Waffen-Obersturmbannführera dowódcą 20 pułku artylerii. Uczestniczył w krwawej bitwie pod Narwą. Wraz z resztą dywizji znalazł się na odpoczynku w Kłajpedzie. 10 października 1944 r. część 20 pułku artylerii znalazła się pod obstrzałem radzieckiej artylerii. Jeden z pocisków wpadł w grupę oficerów pułku, ciężko raniąc m.in. Sobolewa. Został przewieziony do polowego szpitala w Królewcu, gdzie 17 października 1944 r. zmarł. Był odznaczony Żelaznym Krzyżem 2 klasy.